# 4592 Alkissia
4592 Alkissia è un asteroide della fascia principale. Scoperto nel 1979, presenta un'orbita caratterizzata da un semiasse maggiore pari a 3,1896428 UA e da un'eccentricità di 0,1597122, inclinata di 0,43024° rispetto all'eclittica.